# Акин-Сарський сільський округ
Аки́н-Са́рський сільський округ (каз. Ақын Сара ауылдық округі, рос. Акын-Сарский сельский округ) — адміністративна одиниця у складі Єскельдинського району Жетисуської області Казахстану. Адміністративний центр — село Акин-Сара.
Населення — 1885 осіб (2021; 2146 у 2009, 2426 у 1999, 3332 у 1989).
Станом на 1989 рік існувала Цілинна сільська рада (села Акешкі, Акинсара, Капальське, Тамбала) колишнього Капальського району.

## Склад
До складу округу входять такі населені пункти:
| Населений пункт | Старі назви | Населення, осіб (1989) | Населення, осіб (1999) | Населення, осіб (2009) | Населення, осіб (2021) |
| --------------- | ----------- | ---------------------- | ---------------------- | ---------------------- | ---------------------- |
| Акешкі, село    | -           | 863                    | 529                    | 532                    | 401                    |
| Акин-Сара, село | Капальське  | 1490                   | 1341                   | 1069                   | 1090                   |
| Актума, село    | Акинсара    | 630                    | 179                    | 202                    | 106                    |
| Тамбала, село   | -           | 349                    | 314                    | 343                    | 288                    |